# Paul Gröber

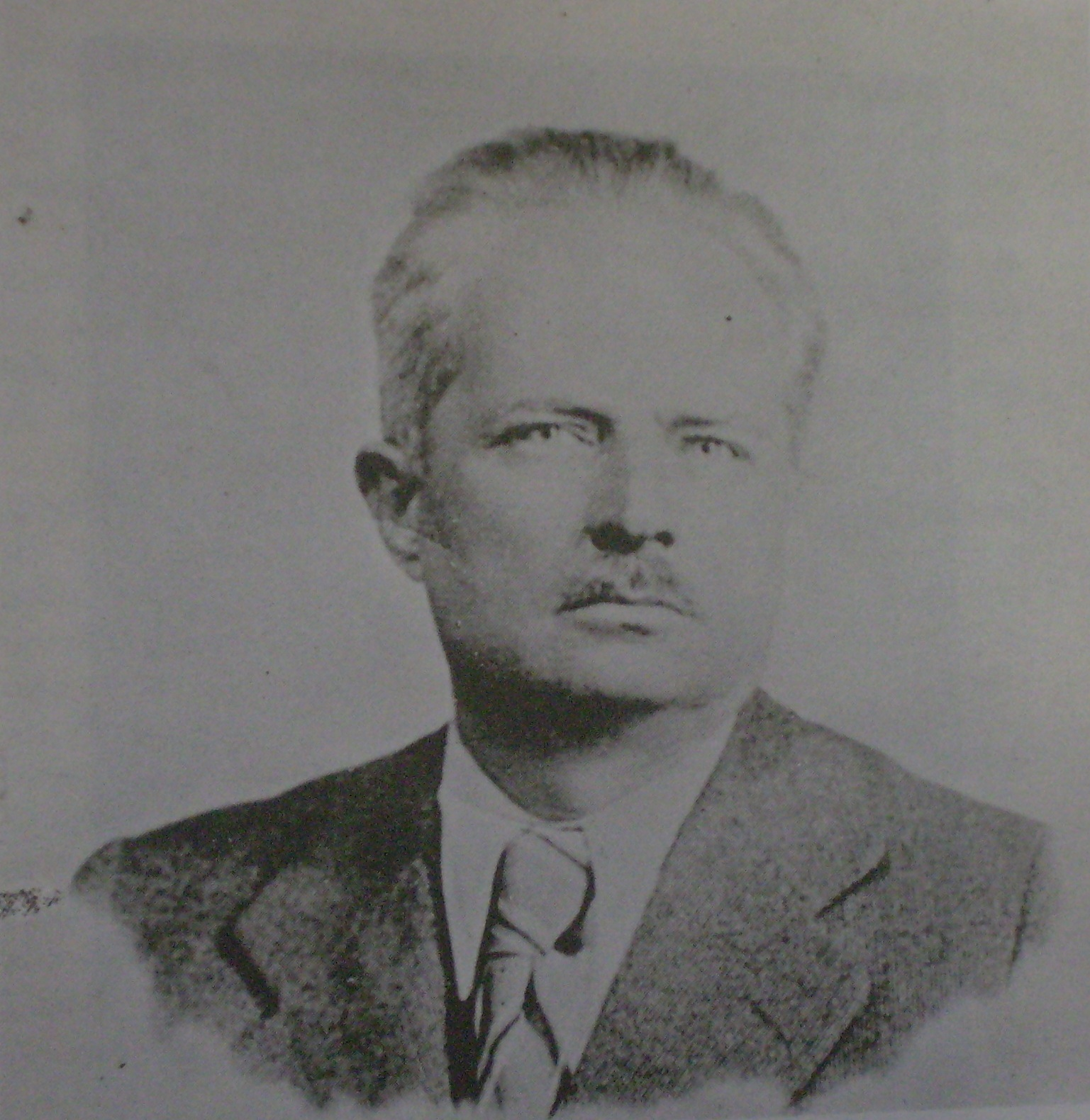
Paul Gröber

Paul Friedrich Karl Gröber, auch Pablo Groeber, (* 13. Juli 1885 in Straßburg; † 16. Mai 1964 in San Isidro (Buenos Aires), Argentinien) war ein deutsch-argentinischer Geologe.
Gröber studierte nach dem Abitur in Straßburg (1903) Geologie in Straßburg, Göttingen und München. 1907 wurde er in Straßburg promoviert (Über die Faunen des untercarbonischen Transgressionsmeeres des zentralen Tienschan) und war dann Assistent von Alexander Tornquist in Königsberg. 1908 bis 1909 nahm er an der Expedition von Gottfried Merzbacher in das Tien Shan-Gebirge teil, und 1910 bis 1911 war er am Museum für Naturgeschichte in Brüssel. 1911 habilitierte er sich in Leipzig in Physischer Geographie (Aus den Ergebnissen einer Forschungsreise im südlichen Tienschan) und wanderte im selben Jahr nach Argentinien aus, wo er Geologe am von Enrique Hermitte zunächst mit ausländischen Geologen aufgebauten staatlichen geologischen Dienst wurde, wo er bis 1943 blieb. 1935 bis 1952 war er Titularprofessor für Physische Geographie an der Universität Buenos Aires, und er lehrte auch an anderen Universitäten Argentiniens. 